# ノーサムの戦い (1069年)
ノーサムの戦い(ノーサムでの2度の戦いとも。)とは、1069年にデヴォン州ノーサムで発生した戦闘である。この戦いではゴドウィン・エドマンド兄弟率いるアングロサクソン軍とコーンウォール伯ブライアン率いるノルマン軍が戦火を交え、戦闘はノルマン軍の勝利で終わった。サクソン軍は甚大な被害を被り、デヴォンから撤退した。

## 背景
1066年9月14日、イングランド王ハロルド・ゴドウィンソン率いるサクソン軍がノルマンディー公ギヨーム2世率いるノルマン軍にヘイスティングズの戦いで敗れた。イングランド王を破り戦死させたギヨーム2世はその後、ウィリアム1世としてイングランド王に即位したものの、イングランド各地で勃発したサクソン人の反乱によって、ノルマン人はその後数年間にわたって安定的にイングランドを統治することはできなかった。ただ単に、ウィリアム王はハンバー川以北・西イングランド地域を制御できるほど十分な兵力を有していなかったのである。ウィリアム王が兵力不足に苦戦する中、ハロルド王の一族(ハロルド王の母ギーサ・トルケルズドッティルやハロルドの息子ゴドウィン・エドマンド・マグヌス兄弟など)を含むとするサクソン人抵抗勢力は力を増しつつあった。

## 前章

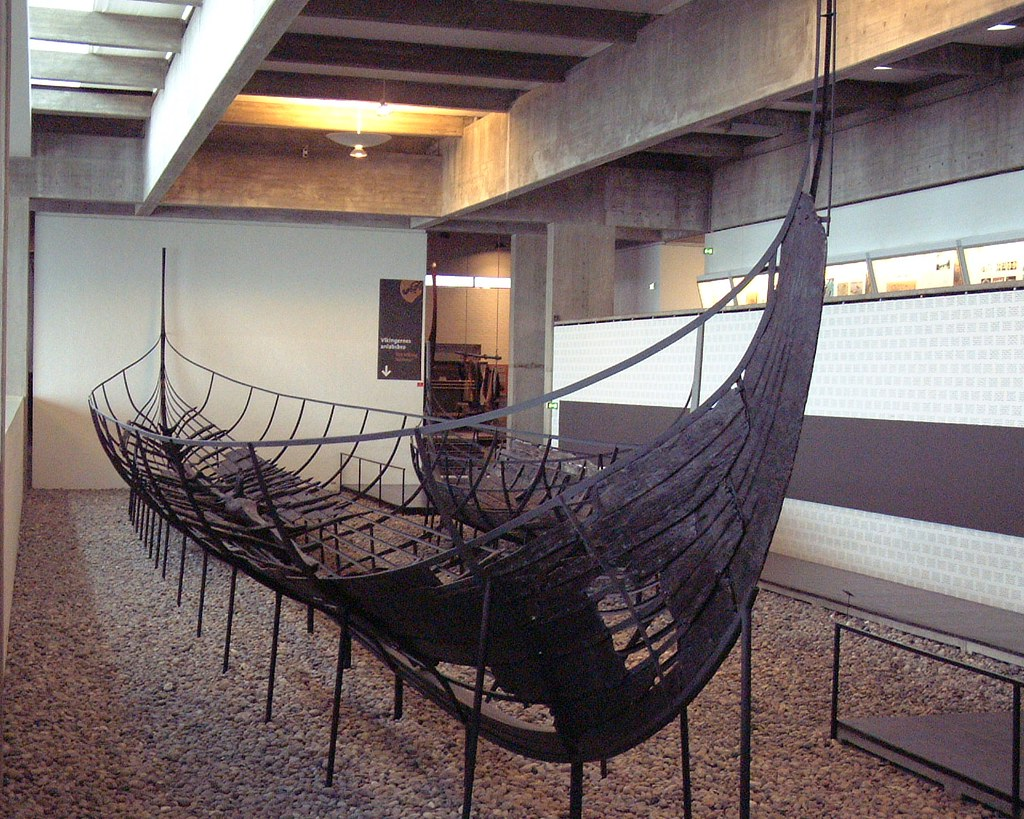
ヴァイキング船

1067年、ウェールズ辺境地域・ドーヴァーで反乱が勃発したが、ウィリアム王の干渉なしに鎮圧された。そして1068年初頭にはエクセターでの反乱勃発とともに西イングランド地域でのノルマン人統治に対する不満が高まっていた。エクセターにハロルド王の母ギーサとその家族が拠点を置いていたことからか、ウィリアム王はイングランド民兵を含む軍勢を率いて自ら親征を行いエクセター城を包囲した。その後ウィリアム王は18日包囲を続け、結局エクスターは陥落。城内に立てこもっていたギーサ王母は城を明け渡して逃亡した。アングロサクソン年代記には1067年の出来事について以下のような記述が残されている。
この年、ハロルド王の母ギーサは良き人々の妻たちと共にスティープ・ホームズに向かい、その地で暫く時をすごしたのち、そこから海を渡ってサントメールに向かった。—Giles 1914, A. 1067
ウィリアム王がエクスターを包囲しているさなか、ハロルド王の3人息子のゴドウィン・エドマンド・マグヌス率いる侵攻艦隊がアイルランドから出港して南西イングランド沿岸部を襲撃した。3兄弟が率いていた52隻の艦隊は、1052年に亡命中であった兄弟たちの父ゴドウィンを支援したとされるアイルランド上王ディルミット（en:Diarmait mac Máel na mBó）が彼らに貸与した艦隊であった。艦隊がデヴォン地域に着陣した時には既にウィリアム王はデヴォンに居なかったが、彼はデヴォン防衛のために大軍を残していた。ウィリアム王の残したデヴォン守備軍はエアドノス城主(en:Eadnoth the Constable)が率いていたとされ、サマセット地域のブリードン(en:Bleadon)でゴドウィン兄弟率いる軍勢と激突したとされる。戦闘の詳細は伝わっていないが、エアドノス指揮官は戦死しサクソン軍は彼らの艦船に帰還した。3兄弟のうちマグヌスのみ、戦後以降の文献上から名前が確認されないことから、戦闘の際にマグヌスの身に何が起きたのか詳細が分かっていない。ブリードンでの戦いの後もサクソン軍はデヴォン・コーンウォール地域沿岸部を襲撃し続け、その後戦利品を携えてアイルランドに撤退した。

## 戦闘

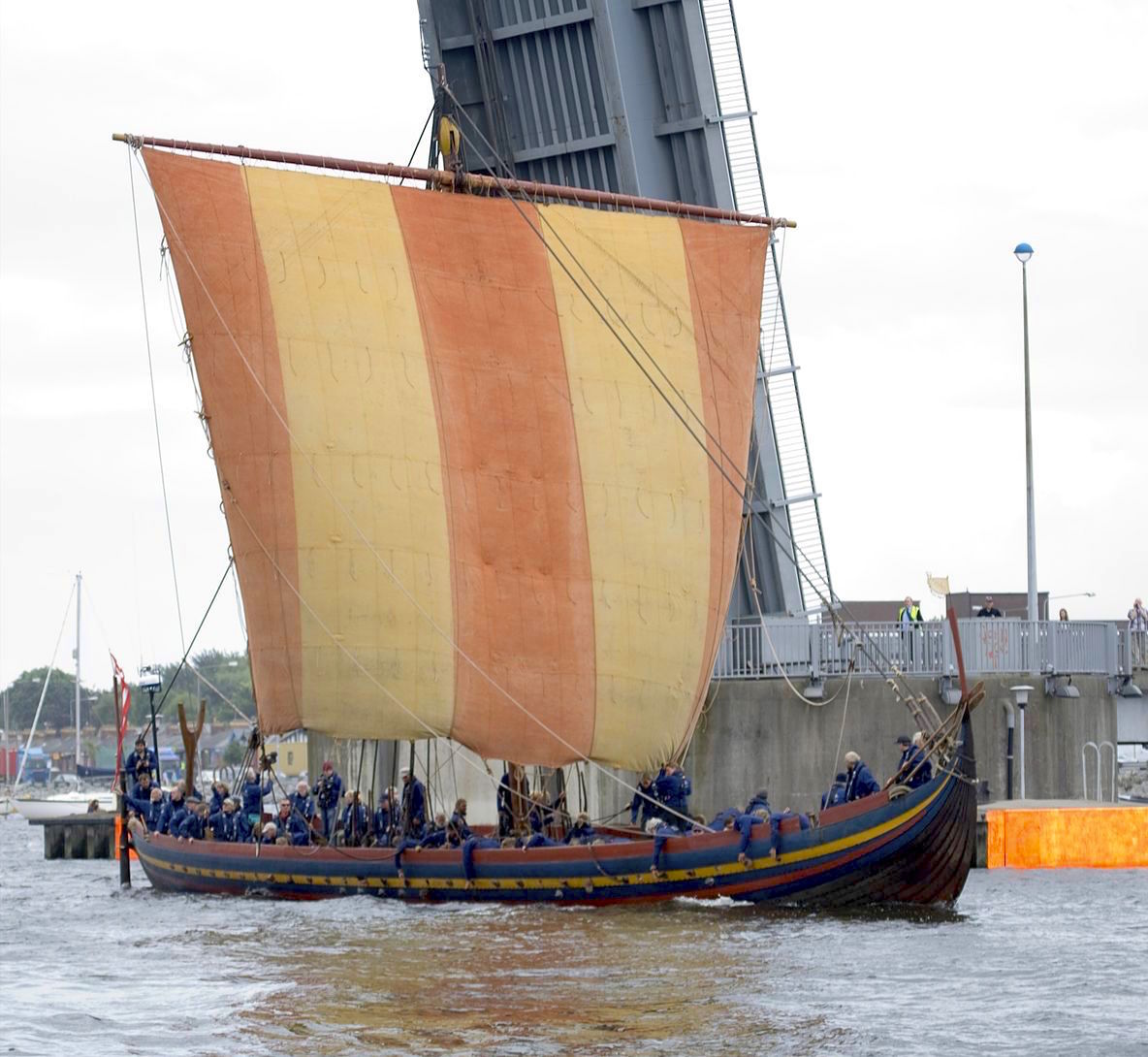
ダブリン港に停泊するヴァイキング船。発掘されたSkuldelev 2型のヴァイキング船をもとにして再建された船である。

1069年6月、ゴドウィンとエドマンドは60隻の艦隊を率いてイングランドに再び侵攻した。彼らの艦隊はデヴォン北沿岸部の小村アップルドアに上陸し、ノーサム地域に進軍して周辺地域の襲撃を開始した。このノーサム地域がこの日の最初の戦闘が行われた場所である可能性が高い。ウィリアム王の又従兄弟であるコーンウォール伯ブライアンとノルマン貴族ウィリアム・オブ・ヴォーヴィルが時間をおかずにノーサム地域に来着し、サクソン軍と激突したと考えられているからである。
盛夏、64隻の軍船とともにハロルド王の息子たちがアイルランドからトー川河口に襲来し、何の妨害も受けずにその地に上陸した。ブライアン伯は少なくはない軍団を率いて、サクソン人に気づかれることなくサクソン軍に接近し、彼らと一戦を交えた。
—Anglo–Saxon Chronicle Manuscript D、Jebson 2007, A. 1068 for 1069
両軍の規模は不明である。しかしブライアン伯の軍勢はブレトン人騎士から構成されていたとされ、他の文献によればウィリアム・オブ・ヴォーヴィルはデヴォン地域の長官として戦闘に参加していたとされる。長官は戦時にアングロサクソン人の民兵を招集する義務があった。以上より、ノルマン軍はゴドウィン・エドマンド兄弟率いるサクソン軍に比べ如何に優位な立場に置かれていたのか説明がつく。
広範囲に散らばってあちこちを襲撃していたサクソン軍は直ぐにノルマン軍に押し戻され、上陸地点のアップルドアに撤退し、その他のサクソン軍と再集結した。しかしこの時、潮は干潮だったことから彼らの軍船を直ぐには出航させることができない状況であった。それゆえ、サクソン軍はその場に留まり迫り来るノルマン軍と1日中交戦し続け、高潮を待った。
数時間に渡り、ノルマン軍はサクソン軍が構築する盾の壁に対して幾度となく攻撃を仕掛けた。これはまさにヘイスティングズの戦いで繰り広げられた戦術と全く同じものであった。サクソン軍の陣形は度重なるノルマン軍の突撃に耐え続け、決して崩れることはなかったが、多くの損害を被った。陽が落ち始めた頃、潮が遂に戻り満潮となったことを受け、サクソン軍は軍船を出航させて離岸した。これにより戦闘は終結した。

## その後

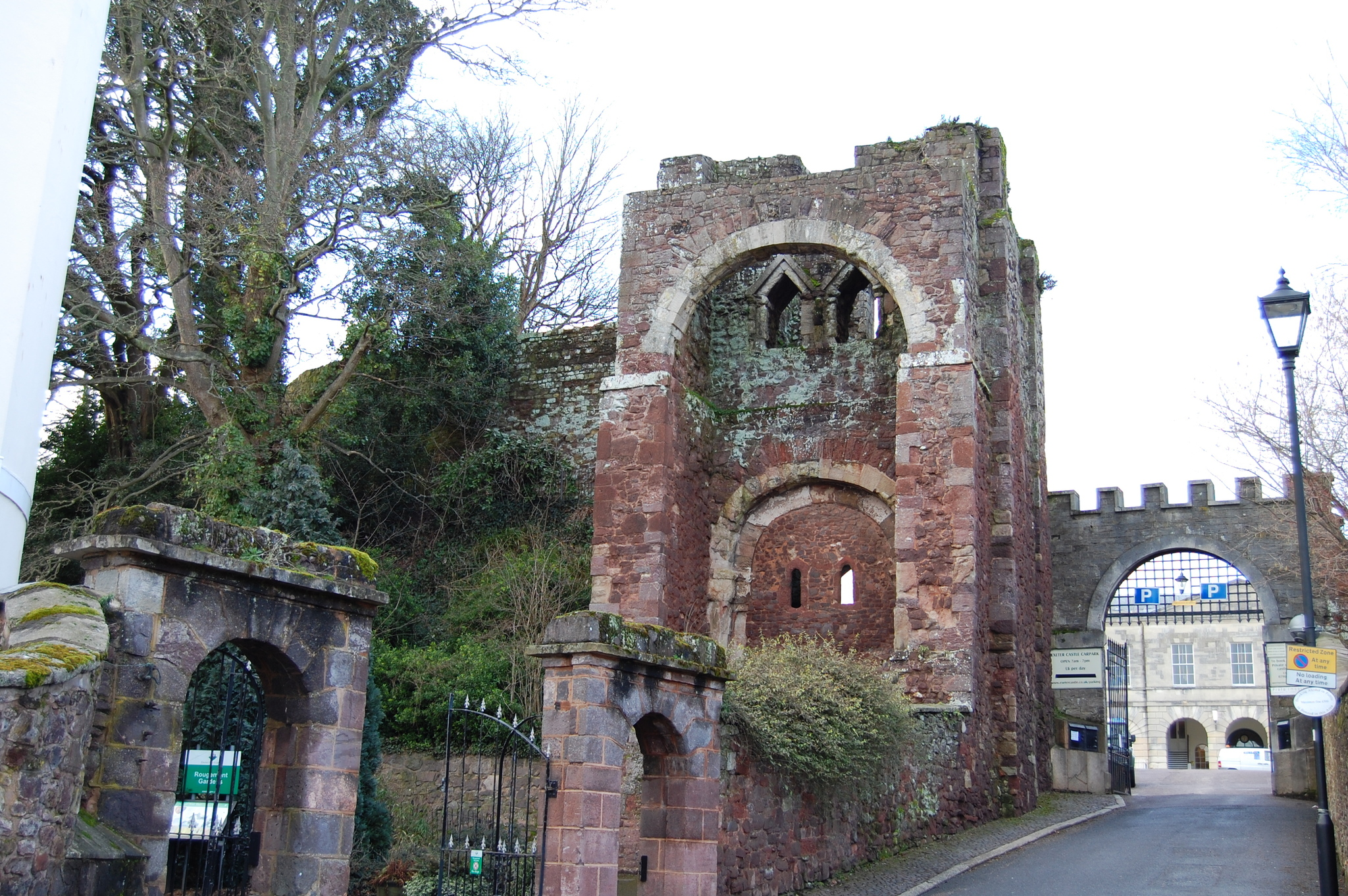
現在はルージュモン城として知られているエクセター城のゲートハウス。ウィリアム征服王はエクセター城陥落後、ボードゥアン・フィッツギルバートに城の再建を命じ、その後エクセター城主に任命した。

歴史家ギヨーム・ド・ジュミエージュによればサクソン軍の損害は1,700ほどであったという。またアングロサクソン年代記によれば、サクソン軍は優秀な戦士を失い残された戦士たちはゴドウィン・エドマンド兄弟と共に船でアイルランドへ落ち延びたという。ゴドウィン兄弟を支援したアイルランド上王ディルミットはさらなる軍事支援を施さないことを兄弟たちに伝え、サクソン人支援から手をひいたとされる。支援者を失ったゴドウィン兄弟はデンマークに向かい、デンマーク王スヴェン2世に軍事支援を求めた。その後のゴドウィン兄弟の動向は歴史的文献に残されていない。デンマーク王家に対する軍事支援要請が不発に終わったのであろう。当時の年代記編者オルデリック・ヴィタリスは彼の著作において、ノーサムでの戦いとエクセター城の降伏・ノルマン側に有利な講和条件の締結の後、エクセター城が再建され、またウィリアム王はコーンウォールにノルマン軍を駐留させてノルマン王家に対する反乱を悉く鎮圧させたと記述している。ノーサムの戦いでの敗戦により、ハロルド王の息子たちによるイングランド王位奪還の試みは完全に潰えてしまったのであった。